# Кайшакунин
Кайшакунин (на японски: 介錯人; Kaishakunin) е втори избран, чийто дълг е да обезглави този, който извършва сеппуку (японско ритуално самоубийство) в момента на агония.
Ролята, която играе кайшакунинът, се нарича кайшаку (японски: kaishaku); nin означава човек.
Целта на ритуала е както да облекчи продължителните мъки до смъртта на извършващия сеппуку, така и да спести на кайшакунина и другите свидетели на церемонията неизбежните ужасяващи смъртни викове. Последният, влязъл в ролята на кайшакунин, през XX век е Хироясу Кога, който обезглавява романиста Юкио Мишима и политическия активист Масакацу Морита при последователните им сепуку.

## Ритуал
Все още запазен в съвременните хореографии „ката“ (kata) на бойното изкуство яидо, ритуалът по изпълнението на кайшаку не варира много между японските школи по фехтовка, но всички те се придържат към следните стъпки, които трябва да бъдат изпълнени от кайшакунинът:
1. Първо, кайшакунинът сяда в изправено положение „сеиза“ (seiza) или застава прав от лявата страна на човека, който ще извърши сеппуку, на разумно разстояние, но достатъчно близо, за да бъде достигнат с меча му катана в подходящия момент.
2. Ако е седнал, кайшакунинът бавно се изправя, първо на колене, след което стъпва с десния крак, докато вади катаната много бавно и безшумно, и се изправя по същия начин (имайки предвид, че мишената „теки“ (teki) не е враг, а по-скоро другар самурай). Ако кайшакунинът е в изправена позиция, той отново ще изтегли меча си бавно и безшумно. И в двата случая, след като мечът е извън ножницата „сая“ (saya), той ще го вдигне с дясната ръка и ще изчака сеппукуто да започне. Някои класически ко-риу (ko-ryū) яидо стилове, като школата Мусо Джикиден Ейшин-риу, въвеждат в тази „изчакваща позиция“ кайшакунина да прави една крачка назад с десния си крак, държейки с дясната си ръка катаната зад главата си успоредно на пода, а с лявата ножницата в правилното (sayabiki) положение „саябики“; други стилове, като Мусо Шинден-риу, въвеждат, че катаната трябва да се държи вертикално, успоредно на тялото, като меча отново се държи с дясната ръка, а лявата е отпусната от страната на кайшакунин и краката са събрани. Във всеки от случаите, кайшакунинът винаги поддържа зрителен контакт със самурая, изпълняващ сеппуку, и го чака да извърши разреза „кири“ (kiri) през корема „хара“ (hara).
3. Когато самураят действително изпълни сеппуку и след като върне камата „танто“(tantō) обратно на мястото ѝ, кайшакунинът пристъпва напред, посичайки хоризонтално с катаната задната част на врата на умиращия самурай. Точно преди да го направи, кайшакунинът хваща дръжката „цука“ (tsuka) с двете си ръце, придавайки точност на острието на катаната и сила на разреза „кирицуке“ (kiritsuke). Крайният разрез трябва да се прецени така, че да пререже само половината от шията на самурая; кайшакуто се изпълнява с еднократно движение (изваждане на меча и разрез), оставяйки достатъчно кожа, която да поддържа главата на самурая прикрепена към тялото му. Цялото движение на вадене на катаната, придружено от посичане, се нарича даки-куби (daki-kubi).

След като мъртвият самурай падне, кайшакунинът със същия бавен, безшумен стил, използван при ваденето на катана,  заема позиция, наречена заншин (zanshin) или "състояние на пълна осъзнатост" и връща катана в ножницата, движение наречено „ното“ (noto), докато коленичи към мъртвото тяло на колегата самурай. Когато това приключи, кайшакунинът и останалата публика, ако има такава, остава да коленичи за известно време, в знак на дълбоко уважение към падналия самурай, извършил ритуалното самоубийство, винаги в състояние на „пълна осъзнатост“ или „заншин“ (zanshin), преди да се изправи и да се поклони, „рей“ (rei) на тялото му.

## Роля на екзекутор
В някои ритуали на сеппуку няма пробождане в корема. Изпълнителят просто придвижда тантата или, понякога, дървена пръчка или ветрило, покрай корема си, след което следва обезглавяване от кайшакунин. В този вариант кайшакунинът на практика става палач, а сепуку на практика се превръща в обезглавяване.

## В културата
Като важна част от японската култура, сеппуку често присъства в литературата и киното. Един от най-известните японски разкази на Юкио Мишима, Патриотизъм, подробно описва ритуала, макар в разновидността му да липсва кайшакунин. В киното традицията е пресъздадена във филма Харакири от 1962 г.
|  | Тази страница частично или изцяло представлява превод на страницата Kaishakunin в Уикипедия на английски. Оригиналният текст, както и този превод, са защитени от Лиценза „Криейтив Комънс – Признание – Споделяне на споделеното“, а за съдържание, създадено преди юни 2009 година – от Лиценза за свободна документация на ГНУ. Прегледайте историята на редакциите на оригиналната страница, както и на преводната страница, за да видите списъка на съавторите. ВАЖНО: Този шаблон се отнася единствено до авторските права върху съдържанието на статията. Добавянето му не отменя изискването да се посочват конкретни източници на твърденията, които да бъдат благонадеждни. |